# Georges Bach

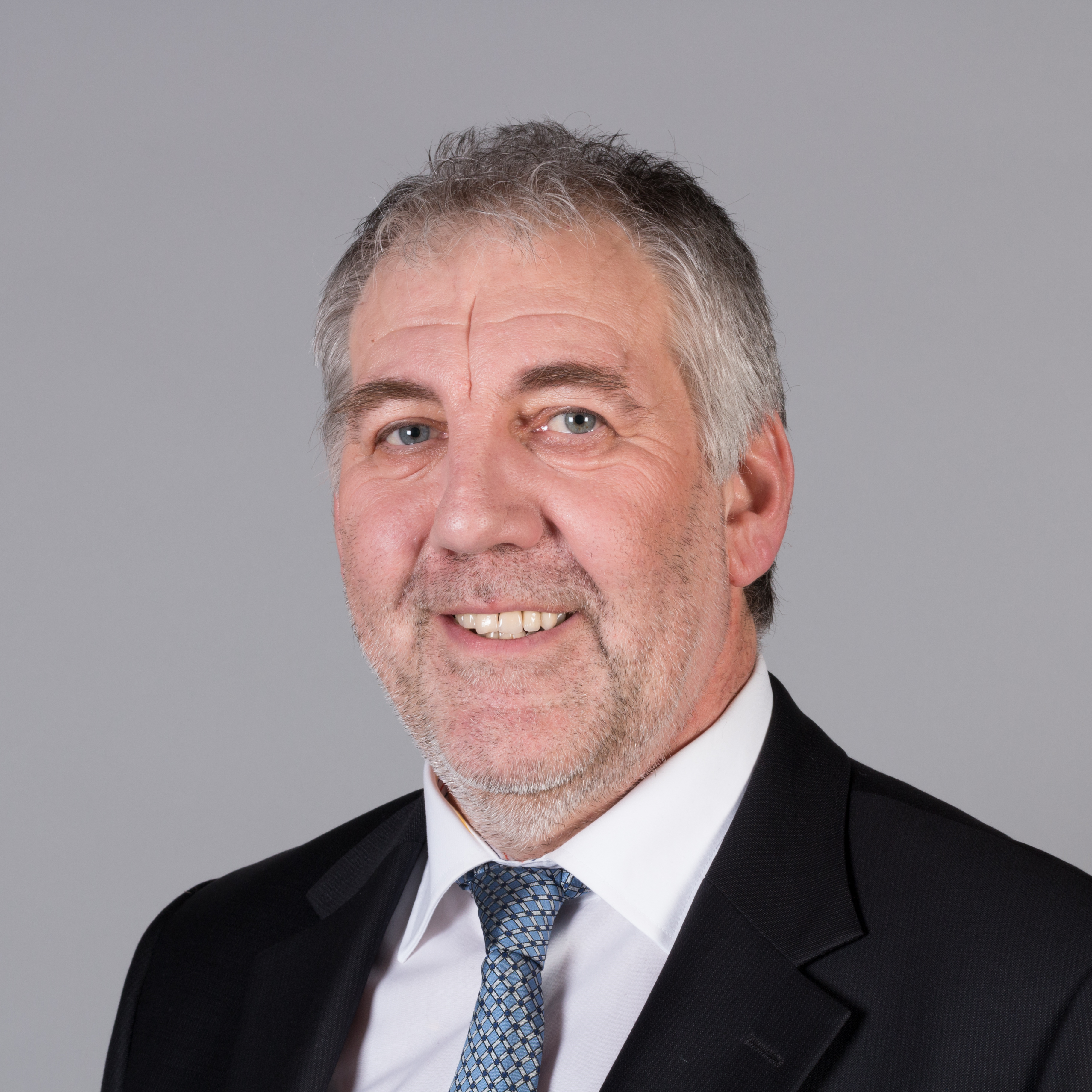
Georges Bach in 2012

Georges Bach (12 juni 1955) is een politicus uit Luxemburg.

## Biografie
Na zijn schooltijd en het afstuderen aan de Technische Hogeschool in 1973, was hij werkzaam als bediende in de staalindustrie en tussen 1974-2009 bij de Luxemburgse Nationale Spoorwegen SNCFL. Daarnaast was hij secretaris-generaal van 1998-2002 en voorzitter 2002-2009 bij de Christelijke Spoorwegunie in Luxemburg. Bach is politiek actief en sinds 2009 voor de Chrëschtlech Sozial Vollekspartei (CSV) lid van het Europees Parlement.
Georges Bach is een lid van de Commissie vervoer en toerisme en de Delegatie in de Gemengde Parlementaire Commissie EU-Macedonië. Als plaatsvervanger is hij lid van de Commissie werkgelegenheid en sociale zaken en de Delegatie in de Gemengde Parlementaire Commissie EU-Turkije.